# Cayden Boyd
Cayden Boyd est un acteur américain, né le 24 mai 1994 à Bedford (Texas).
Il est surtout connu pour son rôle dans Les Aventures de Shark Boy et Lava Girl.

## Filmographie
- 2003 : Mystic River de  Clint Eastwood : Michael Boyle
- 2003 : Freaky Friday : Dans la peau de ma mère (Freaky Friday), de Mark Waters : l'ami de Harry #2
- 2004 : Envy de Barry Levinson : Garçon# 2 qui joue
- 2004 : Dodgeball ! Même pas mal ! de  Rawson Marshall Thurber : Timmy
- 2005 : Les Aventures de Shark Boy et Lava Girl de Robert Rodriguez : Max
- 2006 : Cold Case : Affaires classées (sériée télévisée), saison 2, épisode 16 : Kyle Bream
- 2006 : X-Men : L'Affrontement final de  Brett Ratner : jeune Warren Worthington III / Angel
- 2007 : Have Dreams, Will Travel de Brad Isaacs : Ben
- 2007 : Fireflies in the Garden de Dennis Lee : Michael (jeune)
- 2014 : Awkward de Lauren Iungerich (téléfilm) : Brian
- 2014 : Le Choix de ma vie (Expecting Amish) de Richard Gabai (téléfilm) : Isaac
- 2017 : The Mick (série télévisée), saison 2, épisode 4 : Matty Pruitt
- 2018 : Heathers (série télévisée) : Ram Sweeney